# Корсаковичский сельсовет
Корсаковичский сельсовет — упразднённая административно-территориальная единица на территории Борисовского района Минской области Белоруссии.

## История
18 декабря 2009 года Корсаковичский сельсовет Борисовского района упразднён.
Населённые пункты Боровляны, Корсаковичи, Лисино, Лисинская Рудня, Попережье, Селец, Скуплино включены в состав Зембинского сельсовета.

## Состав
Корсаковичский сельсовет включал 7 населённых пунктов:
- Боровляны — деревня
- Корсаковичи — деревня
- Лисино — деревня
- Лисинская Рудня — деревня
- Попережье — деревня
- Селец — деревня
- Скуплино — деревня